# Irena Angela
Irena Angela Maria (Constantinopel, tussen 1175 en 1181 - Burg Hohenstaufen in Staufenberg, 27 augustus 1208) was een Byzantijnse prinses. De voornaam Angela wijst op de Byzantijnse familie der Angeloi; Maria is haar katholieke voornaam. Zij was door haar eerste huwelijk koningin-gemalin van Sicilië en door haar tweede huwelijk was zij markgravin-gemalin van Toscane, hertogin-gemalin van Zwaben en Rooms-Duitse koningin.

## Byzantium
Irena was een dochter van Isaak II Angelos, keizer van Byzantium en haar moeder is onbekend.

## Sicilië

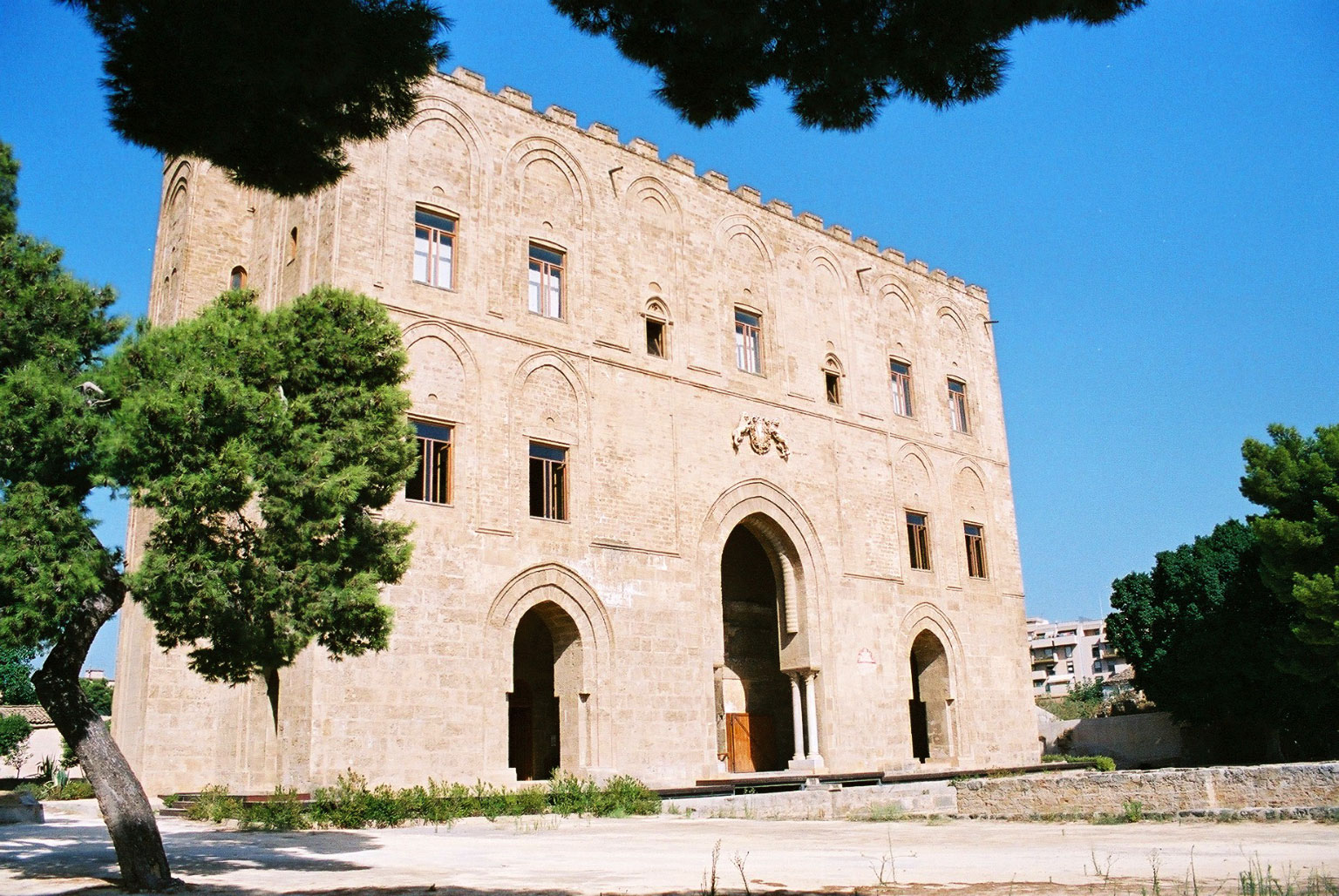
Normandisch kasteel van Palermo, La Zisa

In 1193 huwde ze voor de eerste maal met Rogier III van Sicilië, mede-koning van Sicilië uit het Normandische huis Hauteville. Het huwelijk vond plaats in het Normandisch kasteel La Zisa in Palermo. Dit huwelijk was afgesproken door haar vader Isaak en haar schoonvader, de heersende koning Tancred van Sicilië, tijdens de Derde Kruistocht. Haar man stierf ook in 1193, tijdens de regering van schoonvader Tancred, die bovendien ook in 1193 stierf. Het eerste huwelijk van Irena en Rogier III was kinderloos. Haar schoonbroer Willem III werd de (laatste) Normandische koning van Sicilië onder het regentschap van haar schoonmoeder Sibylla.
In 1194 stormde de Rooms-Duitse keizer Hendrik VI Palermo binnen om zich tot koning van Sicilië te laten kronen. De Siciliaanse dynastie van Hauteville moest de plaats ruimen voor de dynastie van Hohenstaufen. De familie Hauteville, prinses Irena incluis, werd opgepakt en weggevoerd naar Zwaben, het stamland van Hendrik VI. Keizer Hendrik VI besliste vervolgens in 1195 dat Irena diende te huwen met zijn jonge broer Filips van Zwaben. Haar verloofde Filips werd in de jaren 1195-1196 markgraaf van Toscane en hertog van Zwaben. Tevoren was Filips namelijk prinsbisschop van Würzburg doch hij geraakte onverwacht betrokken bij de internationale politiek van zijn broer Hendrik VI. Een huwelijk tussen het keizerlijk huis der Hohenstaufen en het keizerlijk huis van Byzantium maakte deel uit van Hendriks politiek.

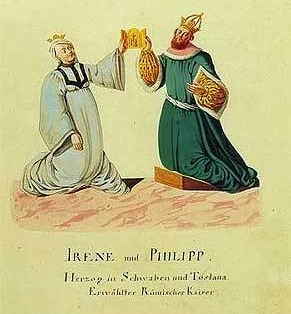
Irena Angela Maria en Filips van Zwaben, haar tweede man

## Zwaben
In dezelfde jaren 1195-1196 verbleef Irena opgesloten in de burcht van Schweinhausen in de Rijksstad Biberach, een stad onder de voogdij van keizer Hendrik VI. In 1197 kwam zij vrij om, bij Augsburg, een tweede maal te huwen met Filips van Zwaben, zoals twee jaren tevoren al was beslist. 
In 1198 was Irena aanwezig in Mainz bij de verkiezing en kroning tot Rooms-Duitse koning van haar man Filips. Filips en Irena werden nooit keizer en keizerin omdat paus Innocentius III de tegenkoning Otto IV steunde, een Welf.
In 1208 werd Irina weduwe na de moord op Filips. Zij vluchtte, hoogzwanger, naar Burg Hohenstaufen bij Staufenberg. Zij stierf er in het kraambed met haar baby (1208). Haar lijk werd overgebracht naar het klooster van Lorch, waar ze begraven werd naast de graven van andere Hohenstaufen. Het graf is in de loop der tijden verloren gegaan.

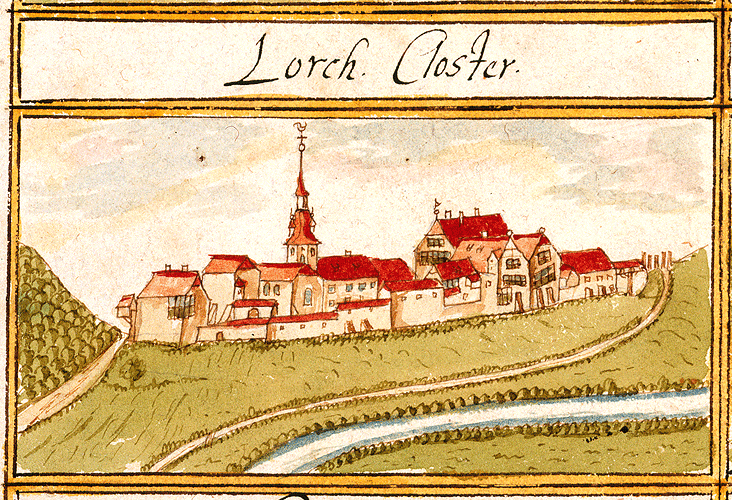
Irena kreeg een graf in het klooster van Lorch.

Filips en Irena hadden de volgende kinderen die volwassen leeftijd bereikten:
- Beatrix van Zwaben (1198-1212), in 1212 kort gehuwd met keizer Otto IV, dè rivaal van Filips en Irena
- Cunegonde (1200-1248), in 1224 gehuwd met Wenceslaus I van Bohemen (1205-1253)
- Maria van Zwaben (1202-1235), gehuwd met hertog Hendrik II van Brabant (1207-1248)
- Beatrix d.J. van Zwaben (1201-1235), in 1219 gehuwd met Ferdinand III van Castilië (1200-1252).

## Minneliederen
Walter von der Vogelweide bezong haar als de Roos zonder doornen.